# Westpolder (Etten-Leur)
De Westpolder, ook wel de Grote Polder, is een polder en voormalig waterschap in de Nederlandse provincie Noord-Brabant. Het waterschap is in 1458 opgericht en omvatte de gelijknamige polder, die gelegen was ten noordwesten van Etten. De oudste bekende keur uitgegeven door dit waterschap stamt ook uit die tijd. Het gebied had als begrenzing de Polder van Krijtenburg, kibbelvaart, de Laakse Vaart, de Leurse Vaart en aan de zuidzijde de hoger gelegen gronden. Het bedroeg een oppervlakte van 887 bunder, 98 roeden en 85 ellen. In 1700 vond de afwatering plaats via vier sluizen op de Laakse Vaart en vier op de Leurse Vaart. Dit was niet altijd voldoende om het overtollige water van de hoger gelegen gronden af te voeren.
In 1937 bestond de behoefte bij het waterschap om samen te werken met het waterschap Polder van Krijtenburg en er werd een verzoek bij de provincie ingediend om te mogen fuseren. Deze behoefte bestond met name doordat het waterschap Westpolder de waterafvoer van de hoger gelegen gronden wilde aanpakken. Deze stemde hiermee in op voorwaarde dat het waterschap Hillekens en Achterboerkens meeging in de fusie. Deze stemde na enige discussie in en werd de fusie in 1941 definitief, waarbij de oude waterschappen werden opgeheven en opgingen in Waterschap de Ettense Beemden. Het gebied wordt tegenwoordig beheerd door het waterschap Brabantse Delta.